# Forten bij Utrecht

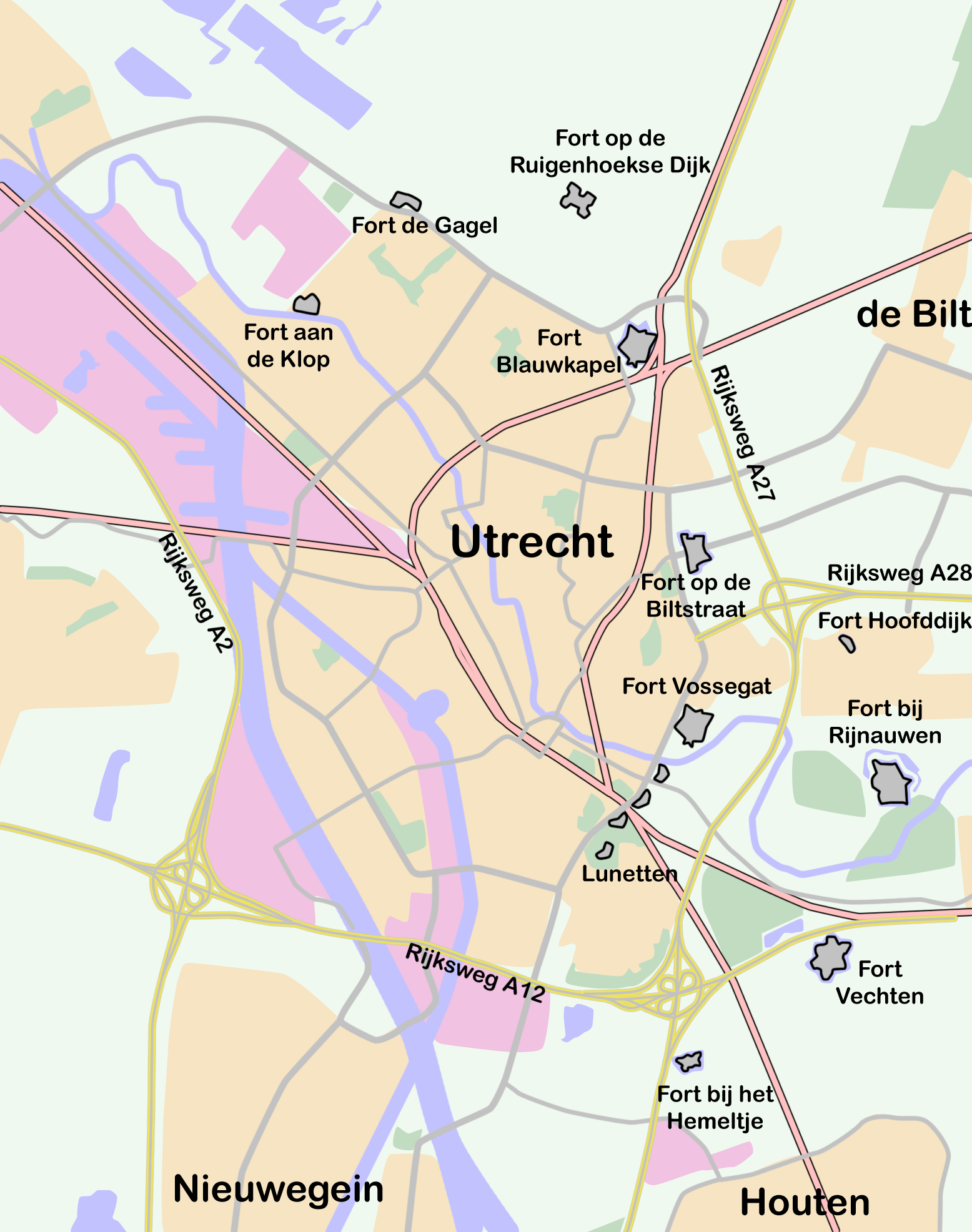
Overzicht van de forten rond Utrecht.

De Forten bij Utrecht zijn tussen 1816 en 1880 gebouwd als onderdeel van de Nieuwe Hollandse Waterlinie.

## Aanleiding
In het begin van de 19e eeuw werd besloten ook de stad Utrecht binnen de waterlinie te brengen. De Nieuwe Hollandse Waterlinie ligt daarmee meer naar het oosten dan de Oude Hollandse Waterlinie. Het gedeelte van de oude linie langs Woerden en Schoonhoven verloor daarmee zijn functie.

## Eerste en tweede bouwfase
In de jaren 1816-1824 worden rondom Utrecht diverse forten aangelegd. Het waren simpele werken van aardwerk zonder bebouwing en omgeven door een gracht. Inundaties bleven een belangrijke rol vervullen bij de verdediging. Door het gebied tot kniehoogte onder water te zetten zijn de wegen en sloten niet zichtbaar. Voor aanvallende troepen met geschut was het vrijwel onmogelijk door het natte gebied te trekken of te varen. De forten beschermden de waterkeringen, de inlaatpunten en de accesen die niet onder water konden worden gezet.
Tussen 1825 en 1840 lagen de werkzaamheden stil vanwege de bouw van omvangrijke militaire werken aan de zuidgrens van het koninkrijk. Tussen 1840-1860 kregen de meeste forten, ook die rondom Utrecht, een zogenaamd bomvrij gebouw. Dit zijn gebouwen van zwaar metselwerk voor het verblijf van de militairen en het opstellen van geschut die bestand waren tegen projectielen gevuld met buskruit.
De eerste forten bij Utrecht zijn:
- Fort aan de Klop
- Fort De Gagel
- Fort Blauwkapel
- Fort de Bilt
- Fort Vossegat
- vier Lunetten op de Houtense Vlakte

## Derde bouwfase
Door verbeteringen op het gebied van artillerie bleek al snel dat een aantal van deze forten te dicht bij de stad lagen om een effectieve verdediging te voeren. Met name de Houtense Vlakte was hierbij een zwakke plek, doordat deze iets hoger ligt waardoor inundaties niet uitvoerbaar waren.
In 1867-1870 werden vier nieuwe forten aangelegd die verder van de stad kwamen te liggen. Ze kregen een aangepaste vorm. Het Fort bij Rijnauwen kreeg een vorm volgens het polygonalestelsel en het Fort bij Vechten was een mengvorm van het polygonale- en gebastioneerde stelsel. De forten Voordorp en Ruigenhoek waren ontworpen volgens het traditioneel gebastioneerde stelsel en waren vierhoekig van grondvorm. De eerste twee forten lagen voor de vier lunetten op de Houtense Vlakte.
De forten kregen als extra taak het opvangen van het veldleger als deze door de vijand werd teruggedrongen. De forten werden daarom groter en Rijnauwen was met een oppervlakte van 31 hectare het grootst. De kosten waren ook zeer hoog, voor Rijnauwen was de aanneemsom ongeveer 750.000 gulden en de latere toevoeging van een bakstenen bomvrije kazerne voegde daar nog eens 300.000 gulden aan toe. In het parlement werd hevig gedebatteerd of dit een goede besteding was van zo’n grote som geld. Uiteindelijk wonnen de voorstanders van de forten de discussie.
Na het aannemen van de Vestingwet in 1874 kreeg de bouw een laatste impuls. In de periode 1877–1880 kwamen de forten het Hemeltje en Hoofddijk gereed.
De forten in deze bouwfase zijn:
- Fort Ruigenhoek
- Fort Voordorp
- Fort bij Rijnauwen
- Fort bij Vechten
- Fort het Hemeltje
- Fort Hoofddijk

Vlak vóór het uitbreken van de Tweede Wereldoorlog, werden er nog groepsschuilplaatsen en kazematten van gewapend beton gebouwd om de Waterlinie te versterken. In de meidagen van 1940 bleek de Waterlinie achterhaald te zijn.
De forten zijn drie keer in staat van verdediging gebracht. De eerste keer bij de Frans-Duitse Oorlog in 1870. De tweede keer bij de mobilisatie in 1914 en voor de derde en laatste keer in 1939/1940.

## Inundatie
Voor de inundatie van het voorliggend terrein werd water uit de Lek gebruikt. Dat werd via de Vaartsche Rijn, het Merwedekanaal en speciaal gegraven inundatiekanalen aangevoerd. De belangrijkste inundatiesluis lag bij Vreeswijk. In geval van nood kon ook zout water uit de Zuiderzee worden gebruikt. Voor Utrecht lagen drie inundatiekommen. Van noord naar zuid lag de eerste kom tussen de Klopdijk en de weg Utrecht-Hilversum, de tweede kom tussen deze weg naar de weg Utrecht-de Bilt en de derde en laatste kom liep helemaal tot aan de Lek. Mede door de wisselende waterstand in de Lek duurde de inundatie langer dan gewenst. In 1845 werd bij Fort Honswijk een tweede inlaatsluis gebouwd. Hier lag het water in de rivier zo’n 50 centimeter hoger dan bij Vreeswijk. In 1866 volgde een derde aanpassing: de inlaat werd verder stroomopwaarts verschoven en kwam bij Wijk bij Duurstede te liggen. Via de Kromme Rijn kwam het water bij Utrecht terecht.

## Tegenwoordig
Na de oorlog werd het onderhoud verwaarloosd en raakten veel forten in verval. Pas aan het eind van de 20ste eeuw nam de belangstelling voor de Waterlinie en zijn bijzondere terreinen en gebouwen weer toe. Het Rijk droeg forten over aan gemeenten, Staatsbosbeheer, de provinciale landschappen en soms ook aan particulieren. Sinds het begin van de eeuwwisseling zijn vele forten gerestaureerd, ook rondom Utrecht, en hebben een nieuwe bestemmingen gekregen. In 2010 hebben de 16 forten, inclusief het Werk bij Maarsseveen, samenwerking gezocht in de Stichting Stelling van Utrecht.

## Beschermde status
Ieder van de forten en lunetten rond Utrecht wordt beschermd als rijksmonument. Vaak zijn er meerdere inschrijvingen in het rijksmonumentenregister per fort. Totaal zijn er 228 inschrijvingen in het rijksmonumentenregister die te maken hebben met onderdelen van de Nieuwe Hollandse Waterlinie op en rond de forten bij Utrecht. Het gaat dan om de forten zelf en de zogenaamde tussenstellingen, vaak bestaande uit enerzijds defensieve werken zoals groepsschuilplaatsen, en anderzijds onderdelen van het innundatiestelsel zoals kanalen en sluizen. Een overzicht van de inschrijvingen is te vinden in de Lijst van rijksmonumenten Forten bij Utrecht.

## Naslagwerk
- G. Koppert, De forten rond Utrecht, Stichting Matrijs, Utrecht (1984). ISBN 978-9070482077

Begijnebolwerk · Bijlhouwerstoren · Catharijnepoort · Forten bij Utrecht · Lepelenburg · Lucasbolwerk · Manenborgh · Mariabolwerk · Morgenster · Pellecussenpoort · Plompetoren · Smeetoren · Sonnenborgh · Stadsbuitengracht · Sterrenburg · Tolsteegpoorten · Traiectum/Trecht · Vredenburg · Weerdpoort · Wittevrouwenpoort · Wolvenburg